# NGC 6959
NGC 6959 ist eine linsenförmige Galaxie vom Hubble-Typ S0 im Sternbild Aquarius auf dem Himmelsäquator. Sie ist schätzungsweise 172 Millionen Lichtjahre von der Milchstraße entfernt.
Das Objekt wurde am 22. September 1884 von Guillaume Bigourdan entdeckt.